# Maximiliaan Morillon
Maximiliaan Morillon (9 april 1517 - 27 maart 1586) was een Zuid-Nederlands rooms-katholiek geestelijke en bisschop.
Hij was een zoon van Gui Morillon, Leuvens hoogleraar en secretaris van Karel V. De familie Morillon was afkomstig uit Bourgondië.
Morillon studeerde aan de Universiteit van Leuven. Na zijn rechtenstudies werd hij tot priester gewijd en hij werd secretaris van Antoine Perrenot de Granvelle, die toen bisschop van Atrecht was. Nadat Granvelle tot aartsbisschop van Mechelen was benoemd, volgde Morillon hem en werd hij vicaris-generaal van het bisdom. Hij bemiddelde succesvol in het theologisch conflict rond de Leuvense hoogleraar Michel de Bay. Samen met Rumoldus Vergeest bestuurde Morillon feitelijk het aartsbisdom omdat Granvelle het grootste deel van de tijd afwezig was. Ze stonden in voor het afkondigen en implementeren van de decreten van het Concilie van Trente en voor het inperken van de verspreiding van het protestantisme door reconciliatie. Hiertoe richtte hij een seminarie voor priesteropleidingen op in Brussel (1570) en in Mechelen (1574). Ook organiseerde hij provinciale en diocesane synoden.
Morillon verbleef meestal in Brussel en had de reputatie profijtelijke kerkelijke beneficies te verzamelen. Hij was een vriend van Viglius.
Na de calvinistische machtsovername in Brussel in 1581 vluchtte Morillon naar de Waalse provincies. In 1582 werd Morillon aangeduid als bisschop van Doornik en in 1583 werd hij ingewijd. Een van zijn eerste daden als bisschop was de wijding van de nieuwe aartsbisschop van Mechelen, Joannes Hauchin.